# Szeremle
Szeremle – wieś w południowej części Węgier, w pobliżu miasta Baja.
Miejscowość leży na obszarze Wielkiej Niziny Węgierskiej, w komitacie Bács-Kiskun, w powiecie Baja. Gmina liczy 1511 mieszkańców (2009) i zajmuje obszar 34,64 km².